# Marci X
Marci X é um filme americano de 2003, uma comédia romântica dirigida por Richard Benjamin e escrito por Paul Rudnick.  É estrelado por Lisa Kudrow como a princesa judia-americana Marci Feld, que tem que assumir o controle de uma  gravadora de hip-hop, bem como o polêmico rapper Dr. S, interpretado por Damon Wayans.
O filme também contou com Andrew Keenan-Bolger, Charles Kimbrough, Jane Krakowski, Richard Benjamin e Christine Baranski, e incluiu uma breve aparição da ex-anfitriã do Bodyshaping da ESPN2 Jennifer Dempster. 

## Sinopse
Marci Field é uma patricinha que não sabe nada de rap. Depois que o polêmico Dr.S lança um CD que põe em risco a gravadora do pai de Marci, ela se envolve com o rap e os negócios da família, descobrindo um novo amor.

## Elenco
- Lisa Kudrow como Marci Feld
- Damon Wayans como Dr. S
- Andrew Keenan-Bolger como Chip Spinkle
- Charles Kimbrough como Lane Strayfield
- Jane Krakowski como Lauren Farb
- Richard Benjamin como Ben Feld
- Christine Baranski como Mary Ellen Spinkle
- Paula Garcés como Yolanda Quinones
- Veanne Cox como Caitlin Mellowitz
- Sherie Rene Scott como Kirsten Blatt

## Recepção
Marci X arrecadou $1,648,818 na bilheteria americana, tornando-se um fracasso comercial. O filme foi extremamente criticado, tendo atualmente um índice de aprovação de 9% no Rotten Tomatoes, com o consenso de ser: "O material é muito fino para o longa-metragem e as piadas são socialmente ultrapassadas e sem noção".